# Манген, Анри
Анри Шарль Манген (фр. Henri Charles Manguin, 23 марта 1874, Париж — 25 сентября 1949, Сен-Тропе) — французский художник-постимпрессионист, представитель направления фовизм.
Манген обучался в Высшей школе изящных искусств в Париже под руководством Гюстава Моро, где подружился с Альбером Марке, Анри Матиссом, Альбером Гийомом, Жоржем Руо и Шарлем Камуаном. Испытал большое влияние импрессионизма, проявившееся в широком использовании им ярких пастельных оттенков. Он женился в 1899 году и сделал многочисленные портреты своей жены Жанны и их семьи.
В 1902 год провел первую выставку, в Салоне независимых и после в Осеннем Салоне. Многие его картины изображают средиземноморские пейзажи, которые стали верхом его работы в направлении фовизма.
После Осеннего салона 1905 года, Амбруаз Воллар приобрел 142 картины художника, а также пастели и рисунки на общую сумму 7 000 франков.
В 1908 году Манген со своим другом Альбером Марке отправился в поисках вдохновения в Италию. В 1909 художник участвовал в групповой выставке в России. Первая персональная выставка Мангена последовала в 1910 году в известной парижской галерее Druet. Работы Мангена был также были представлены на Международной выставке современного искусства в Нью-Йорке в 1913 году.
В начале Первой мировой войны он переезжает с семьей в Швейцарию и остается там до 1919 года, после чего возвращается в Нёйи-сюр-Сен и с 1920 года работает на вилле L’Oustalet в Сен-Тропе.
В 1920 году Манген выставляется в Галерее Марселя Бернхейма вместе с Оттманом, Тирманом, Александром-Полем Кану и другими. В 1938 году галерея Druet закрылась, картины художника выкупил его сын, из них восемь полотен были уничтожены самим Мангеном. В 1940 году некоторые из работ Мангена были выставлены на Венецианской биеннале.
Во время Второй мировой войны художник работал в Париже, Сен-Тропе и Авиньоне. Вскоре после празднования золотой свадьбы, в июне 1949 года, Манген с женой переезжают в Сен-Тропе. Через три месяца, 25 сентября 1949 года, Анри Манген умер в своем доме в Гасене в возрасте 75 лет. Салон организует посмертную ретроспективу его работ в 1950 году.

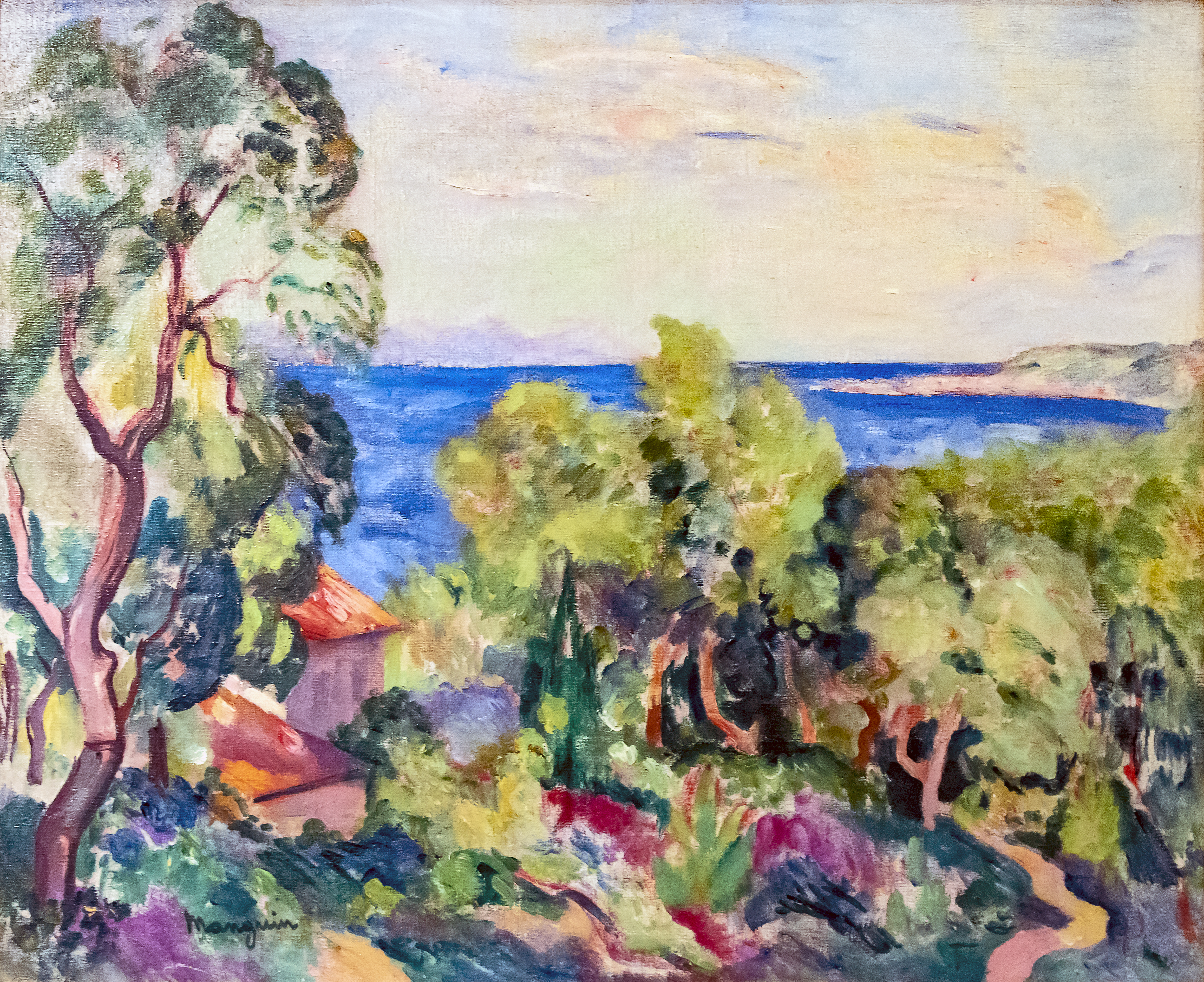
Залив. 1905
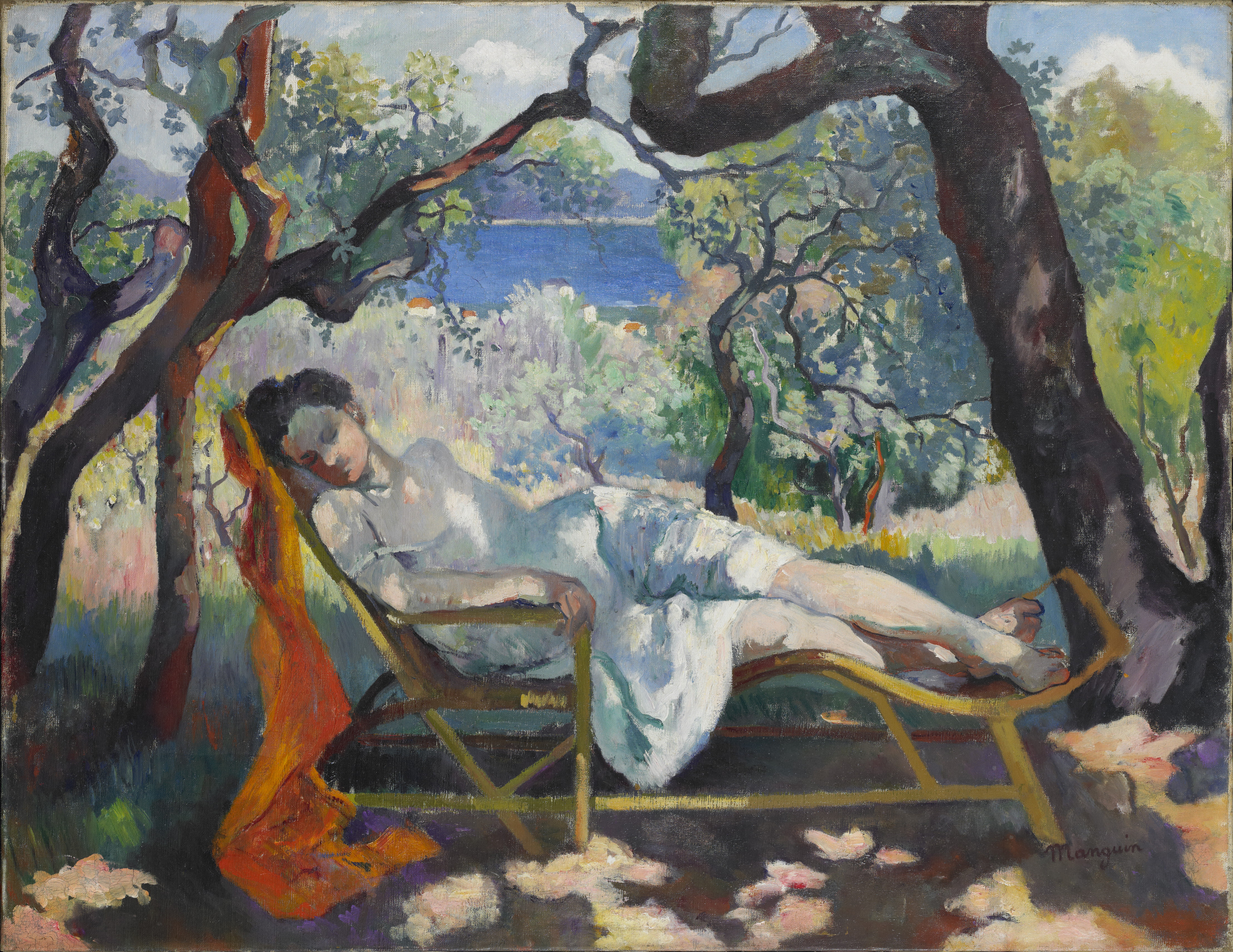
Сиеста. 1905
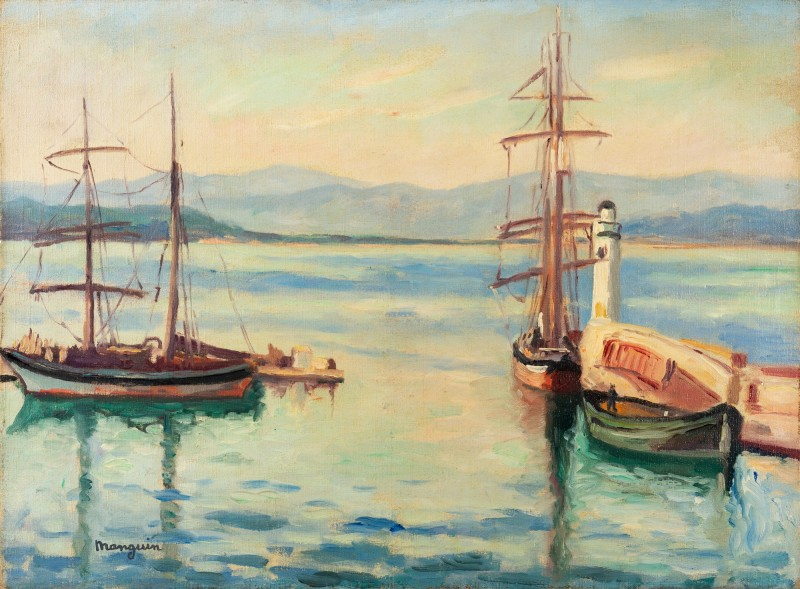
Порт Сен-Тропе. 1927
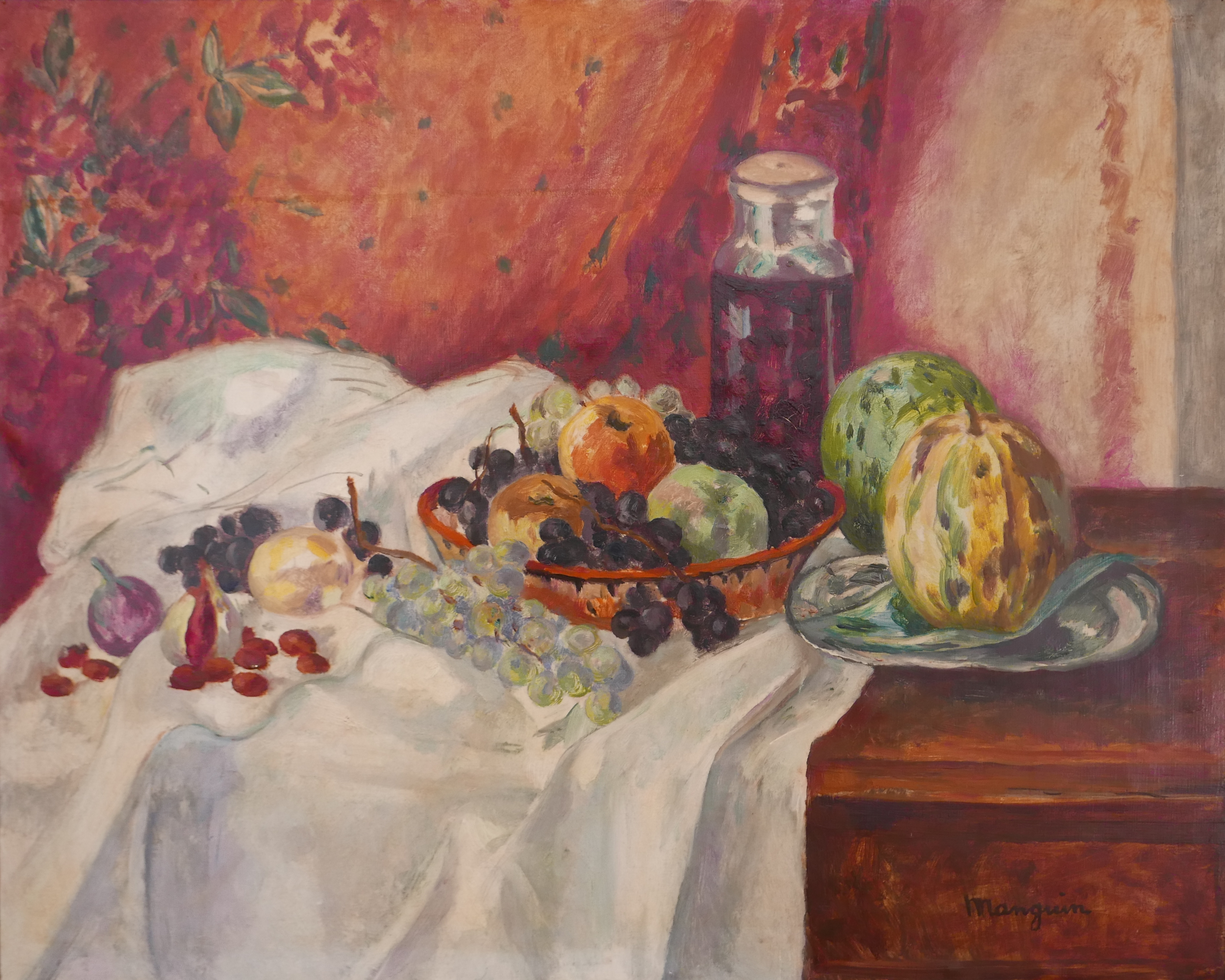
Натюрморт с фруктами. 1937